# Muławkowate
Muławkowate (Umbridae) – rodzina małych, słodkowodnych ryb szczupakokształtnych (Esociformes).

## Występowanie
W wielu akwenach wody słodkiej na półkuli północnej – Ameryka Północna, Europa i Azja. W Polsce, jako gatunki obce, występują muławka bałkańska i muławka wschodnioamerykańska.

## Cechy charakterystyczne
Ciało wydłużone, pysk krótki. Żuchwa łączy się z czaszką przed przednią krawędzią oka. Płetwa ogonowa zaokrąglona. W kościach brak komórek kostnych. Liczba promieni w płetwach piersiowych nie sięga 30.
Największe osobniki z rodzaju Dalia dorastają do ok. 30 cm długości. Liczba chromosomów różni się u poszczególnych gatunków i wynosi 22–78.

## Klasyfikacja
Rodzaje zaliczane do tej rodziny:
Dallia – Novumbra – Umbra
Rodzajem typowym jest Umbra.